# HD 16769
HD 16769，又名BD+67 224，SAO 12421、HR 791，是一颗恒星，视星等为5.95，位于銀經133.34，銀緯7.27，其B1900.0坐标为赤經2h 36m 12.9s，赤緯+67° 7.27′ 59″。